# Most Kierbedzia

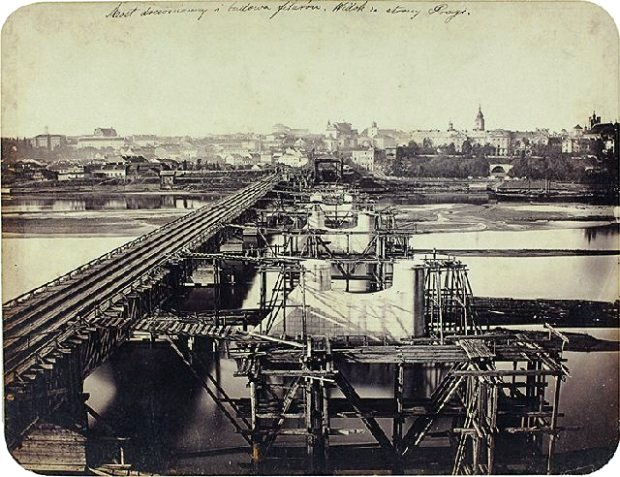
Budowa mostu Kierbedzia, 1862

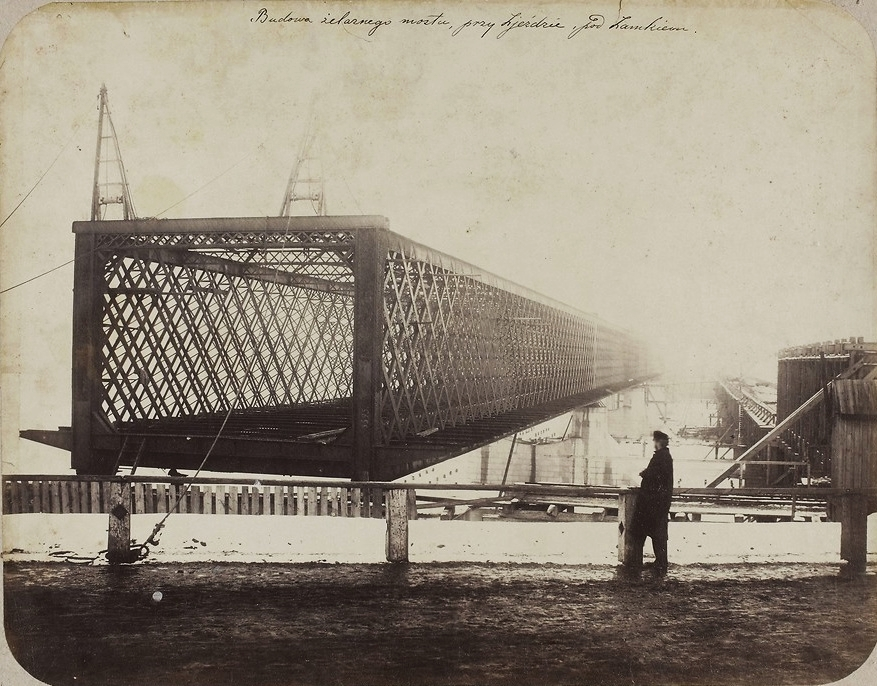
Stalowa konstrukcja mostu, 1864

Most Kierbedzia, oficjalnie most Aleksandryjski, także I most  – pierwszy warszawski stalowy most na Wiśle, zbudowany w latach 1859–1864 według projektu Stanisława Kierbedzia.
Most został wysadzony w sierpniu 1915 przez wojska rosyjskie oraz we wrześniu 1944 przez wojska niemieckie. Współcześnie w jego miejscu znajduje się most Śląsko-Dąbrowski.

## Historia

### Budowa
Most powstał z inicjatywy Towarzystwa Rosyjskich Kolei Żelaznych. Według pierwotnej koncepcji miał być mostem kolejowym łączącym Dworzec Petersburski (obecnie Wileński) z Dworcem Wiedeńskim. Został wybudowany w linii prostej na przedłużeniu trasy Kolei Warszawsko-Petersburskiej. Zaniechano jednak przeprowadzenia linii kolejowej przez centrum Warszawy i most ukończono wyłącznie jako drogowy. Most kolejowy zbudowano kilka lat później, na północ od mostu Kierbedzia, przy warszawskiej Cytadeli (most przy Cytadeli). Zamiast linii kolejowej na moście ułożono szyny dla tramwajów konnych, nazywanych przez mieszkańców Warszawy „ropuchami”.
Mimo iż most Kierbedzia był pierwszym stałym mostem od czasów Zygmunta Augusta, ówczesna prasa nie wspominała o budowie i postępach prac. Prace rozpoczęto latem 1859, a ukończono w 1864. Wbijanie sosnowych pali w dno Wisły pod budowę drewnianego mostu tymczasowego rozpoczęto, od strony Pragi, 31 lipca 1859. Kamień węgielny pod budowę mostu wmurowano uroczyście w 1860. Głównym projektantem był Stanisław Kierbedź, który z udziałem Juliana Majewskiego nadzorował budowę przeprawy. Przy budowie pracował także Tadeusz Chrzanowski, który później samodzielnie zaprojektował most przy Cytadeli.
W pierwszej fazie budowy wzniesiono tymczasowy most drewniany, zbliżony konstrukcją i wyglądem do późniejszego stalowego. Składał się on z 12 przęseł o długości 39,5 metra. Były one oparte na dwóch filarach brzegowych i 11 rzecznych, chronionych izbicami. Podwyższone przęsło od strony Starego Miasta umożliwiało żeglugę statków na Wiśle w warunkach wysokiego poziomu wody. Później po północnej stronie mostu tymczasowego wykonano kesonowe fundamenty filarów. W kesonach pracowało po czterech robotników, zmieniając się co 6 godzin. Po zmontowaniu stalowej konstrukcji most drewniany został rozebrany. Jego relikty są widoczne w czasie niskiego stanu wody w Wiśle.
Most miał sześć przęseł i długość 474 m (według innych źródeł 475 m lub 476 m). Tunelowa konstrukcja mostu nadała mu wygląd okratowanego korytarza. Wewnątrz znajdowała się brukowana jezdnia z dwoma torami tramwajowymi, a drewniane chodniki wykonano jako galerie wzdłuż zewnętrznych boków przęseł. Z placu Zamkowego na przeprawę prowadziła ulica Nowy Zjazd, schodząca z placu wiaduktem Pancera, a później nasypem ziemnym. Po stronie praskiej wytyczono i doprowadzono do mostu nową ulicę Aleksandryjską, częściowo biegnącą po nasypie. Pierwotnie jako nawierzchnię jezdni na moście wykorzystano kraty żeliwne, wyprodukowane przez Zakłady Ostrowieckie. Później zastąpiono je drewnianym brukiem. W miesiącach letnich na moście obowiązywał zakaz palenia tytoniu.
Ogólny koszt budowy przeprawy wyniósł ok. 2,7 mln rubli. Prace zostały wykonane przez francuskie firmy „Goüin et C-ie Batignolles” i „Schneider Creuzot”, której przedstawicielami byli francuski inżynier Gottard oraz polski inżynier i wynalazca Stanisław Janicki. Otwarcie przeprawy nastąpiło 22 listopada 1864.
W czasie zaborów most nosił oficjalną nazwę mostu Aleksandryjskiego (od imienia cara Aleksandra II). Powszechnie nazywany był jednak mostem Kierbedzia (od nazwiska projektanta i budowniczego). Funkcjonowały także potoczne nazwy „Kierbedź” i „Kierbedziak”.

### Lata 1865–1939
W 1865 rosyjskie Towarzystwo, właściciel Kolei Warszawsko-Persburskiej, w celu ułatwienia przesiadania się podróżnym między warszawskimi dworcami, rozpoczęło budowę linii tramwajów konnych, biegnącej przez nowo wybudowany most. Łącznie położono 6,2 km torów o rozstawie szyn 1525 mm. Trasa, oddana do użytku w grudniu 1866, prowadziła od Dworca Petersburskiego do Dworca Wiedeńskiego ulicami: Wileńską, Targową, Aleksandryjską, mostem Kierbedzia (Aleksandryjskim), Nowym Zjazdem, Krakowskim Przedmieściem, Królewską i Marszałkowską.
Budowa przeprawy umożliwiła świadczenie usług komunalnych w prawobrzeżnej Warszawie przez obiekty znajdujące się na lewym brzegu Wisły. W 1867 pod mostem podwieszono przewód gazowy, w 1882 kable telefoniczne, w 1894 dwie rury dostarczające wodę ze Stacji Filtrów, a ok. 1905 przewody elektroenergetyczne.
W 1900 przy moście Kierbedzia otwarto początkową stację Warszawa Most nowo uruchomionej kolejki jabłonowskiej. W 1908 mostem po raz pierwszy pojechały tramwaje elektryczne.
5 sierpnia 1915 około 6 rano wycofujące się z Warszawy pod naporem Niemców wojska rosyjskie wysadziły dwa środkowe przęsła przeprawy, nie uszkadzając jednak filarów. 30 września 1915 na rusztowaniach odbudowywanego mostu zawieszono rurę, wznawiając dostawy wody do prawobrzeżnej części miasta z zakładu na Koszykach (od 5 sierpnia Praga była zasilana z czterech studzien artezyjskich z terenu Monopolu Spirytusowego i Rektyfikacji). 
W tym samym miesiącu do Warszawy przybyła złożona z niemieckich inżynierów specjalna komisja, która zadecydowała o odbudowie wszystkich mostów. Podjęto decyzję, że koszty naprawy mostów: Aleksandrowskiego (Kierbedzia) i Mikołajewskiego (Poniatowskiego) poniesie miasto, natomiast odbudowę mostu kolejowego, ze względu na konieczność szybkiego przywrócenia komunikacji kolejowej z Mławą, sfinansują władze niemieckie. 
We wrześniu 1915 obok zniszczonej przeprawy oddano do użytku tymczasowy most palowy, któremu nadano nazwę mostu gen. H. von Beselera. Został on zniesiony przez krę w grudniu 1915.
Odbudowę mostu Kierbedzia Niemcy rozpoczęli 12 września 1915 r. Wykonanie nowej konstrukcji i jej montaż powierzono firmom niemieckim: C.H. Jucho z Dortmundu i Philipp Holzmann & Cie., G.m.b.H. z Frankfurtu nad Menem, pod kierunkiem inż. Martina Arndta. Komunikację pieszą przez most Kierbedzia umożliwiono 27 listopada 1915. Oficjalnego otwarcia odbudowanego mostu dokonano, jak planowano, 27 stycznia 1916, w dniu urodzin króla Prus Wilhelma II Hohenzollerna. 
Nowe przęsła różniły się konstrukcyjnie i wizualnie od oryginalnych. Były wyższe i zamknięte od góry parabolicznie. Po spaleniu się w tym samym roku prowizorycznie naprawionego mostu Poniatowskiego przejął ruch z tej przeprawy.
W 1915, po wycofaniu się Rosjan z Warszawy, nazwa „most Kierbedzia” stała się nazwą oficjalną.

### II wojna światowa i okres powojenny
W okresie okupacji niemieckiej mostowi nadano niemiecką nazwę Stadtbrücke. 1 sierpnia 1944 powstańcy z batalionu „Bończa” podjęli nieudaną próbę opanowania mostu, którego broniły m.in. dwie kompanie Wehrmachtu stacjonujące w sąsiadującym z przeprawą domu Schichta przy ul. Nowy Zjazd 1. Poległo ok. 40 Polaków.
Most został wysadzony 13 września 1944 o 23.30 przez 2. Kompanię 654. Batalionu Pionierów Wehrmachtu (2. Kompanie der Pionier-Bataillon 654), dowodzoną przez oberleutnanta Karla Eymera, która wycofywała się na lewy brzeg Wisły przed Armią Radziecką oraz 1 Armią Wojska Polskiego. Całkowitemu zniszczeniu uległy wówczas nowe przęsła z 1916 roku, zaś przęsła skrajne wraz z filarami zostały poważniej uszkodzone. Po raz drugi Praga została odcięta od dostaw wody z lewego brzegu Wisły.
Dwa przęsła, które nie zostały zniszczone, rozebrano, wysadzając je w powietrze. Dział Zleceń Biura Odbudowy Stolicy przeprowadził przetarg na wydobycie z dna Wisły zniszczonej konstrukcji. W jego wyniku roboty powierzono Przedsiębiorstwu Państwowemu „Hydrotrust” z Katowic.
Po wojnie na ocalałych filarach zbudowano most Śląsko-Dąbrowski, będący elementem Trasy W-Z. Obecny most jest konstrukcyjnie i wizualnie innym mostem niż most Kierbedzia. Oddano go do użytku w 1949 roku, pomimo że pierwotnie planowano odbudowę do stycznia 1946 roku.
We wrześniu 2011 na zlecenie Zakładu Mostów Instytutu Badawczego Dróg i Mostów znaleziono i wydobyto z Wisły m.in. 6-metrowy fragment kratownicy mostu Kierbedzia. Po przeprowadzeniu prac antykorozyjnych, elementy mostu w 2013  zostały umieszczone na terenie Instytutu. W 2021 zabezpieczony przez instytut i przekazany miastu fragment mostu został (razem z fragmentami mostów Poniatowskiego i pod Cytadelą) wyeksponowany w sąsiedztwie mostu Świętokrzyskiego, u zbiegu ul. Tamka i Zajęczej.

## Most w kulturze
- Odwiedzający w 1909 roku Warszawę Aleksandr Błok przyrównał później w poemacie Odwet (1911) most Kierbedzia z jego charakterystycznym okratowaniem do więzienia[47].
- W szóstym odcinku serialu telewizyjnego Czterej pancerni i pies zatytułowanym Most (1966) bohaterowie dojeżdżają do mostu od strony Pragi. Rolę tę zagrał most w Toruniu[48], o podobnej konstrukcji, z torowiskiem tramwajowym. Toruński most „wystąpił” również jako most Kierbedzia w filmie Zamach w reżyserii Jerzego Passendorfera (1959)[49].

## Galeria

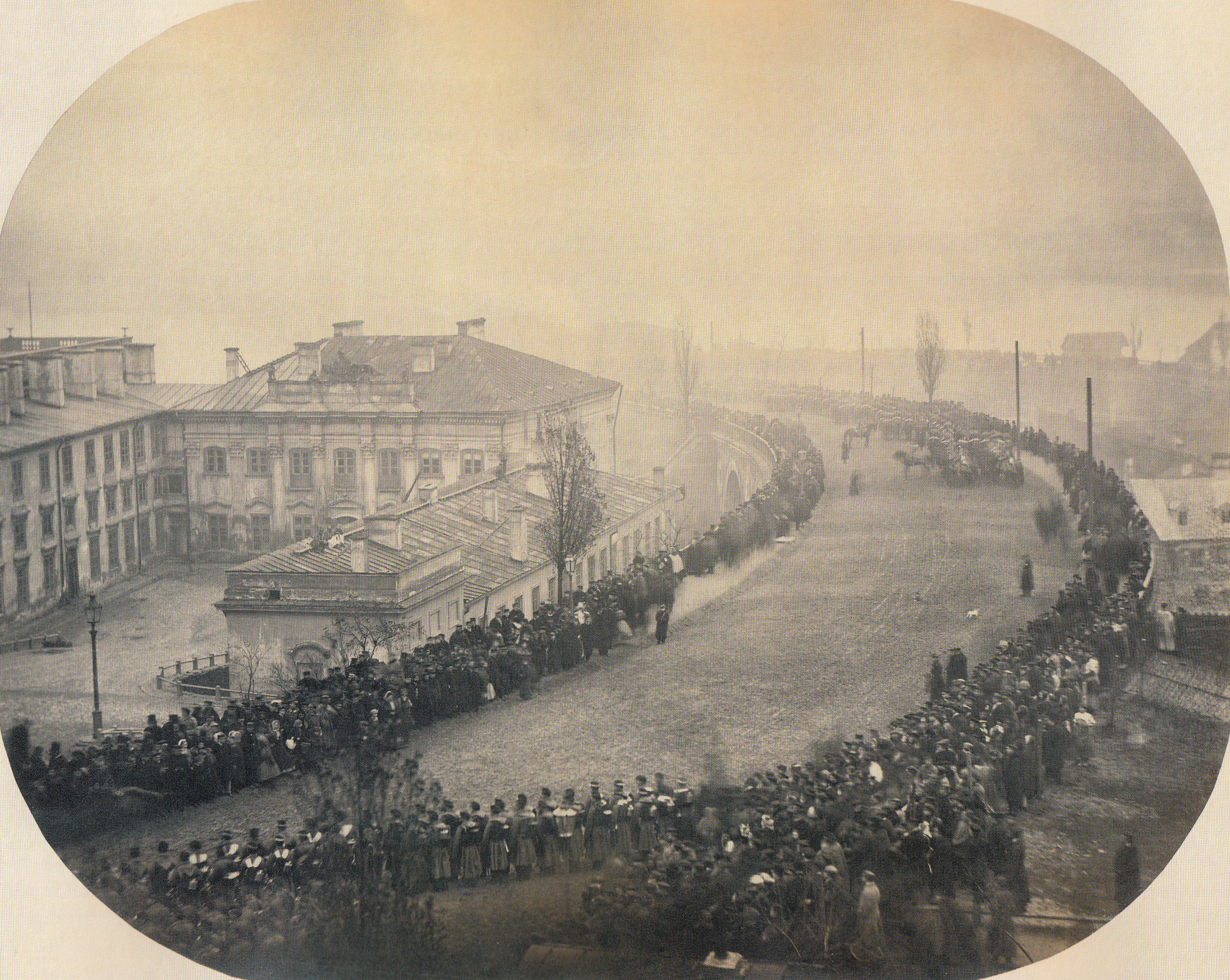
Uroczystość poświęcenia i otwarcia mostu, 22 listopada 1864
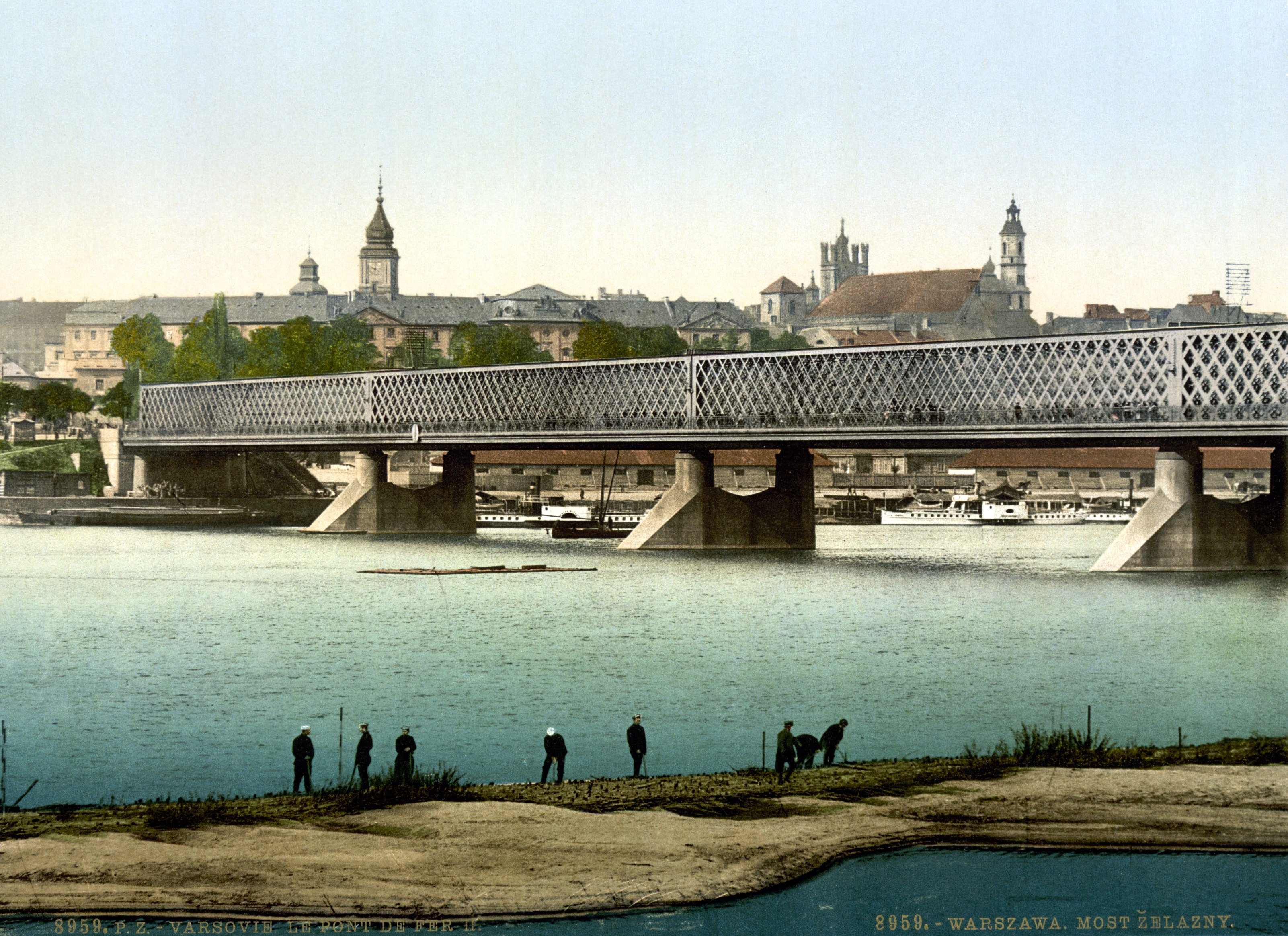
Most od strony Pragi, ok. 1900
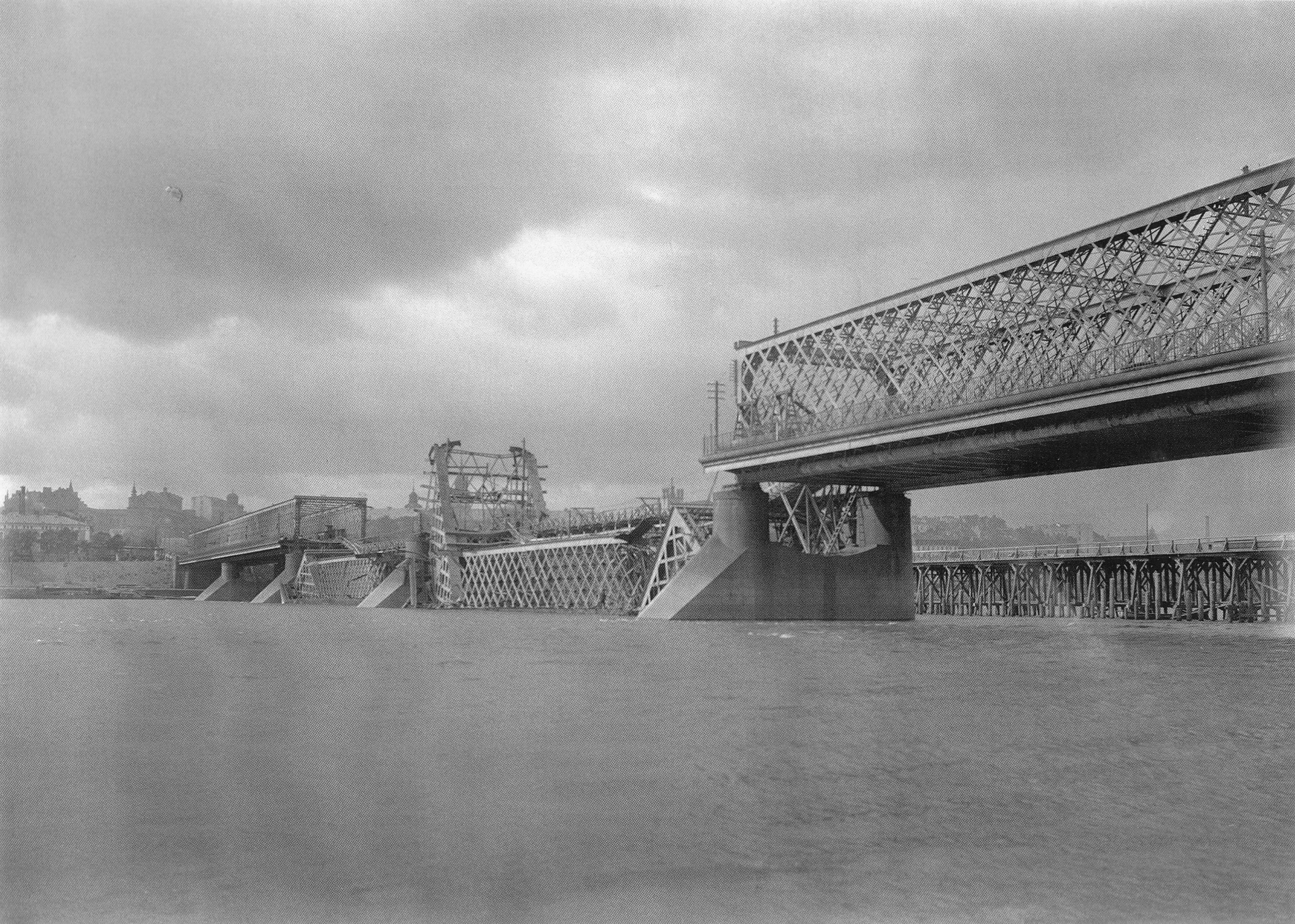
Most zniszczony przez wycofujące się wojska rosyjskie, sierpień 1915
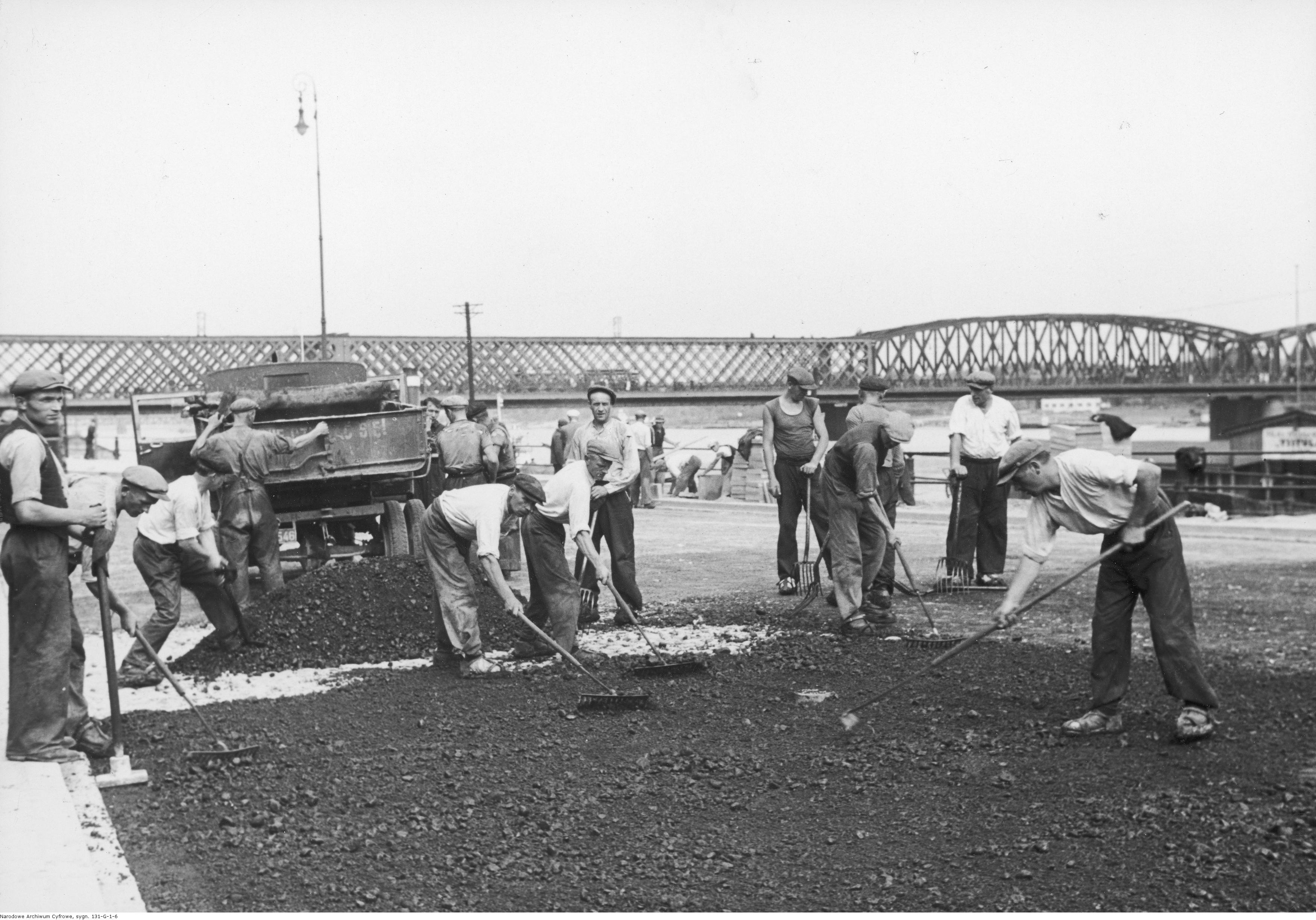
W tle sylwetka mostu w latach 1916–1944, widoczne charakterystyczne dwa przęsła z parabolicznym górnym pasem
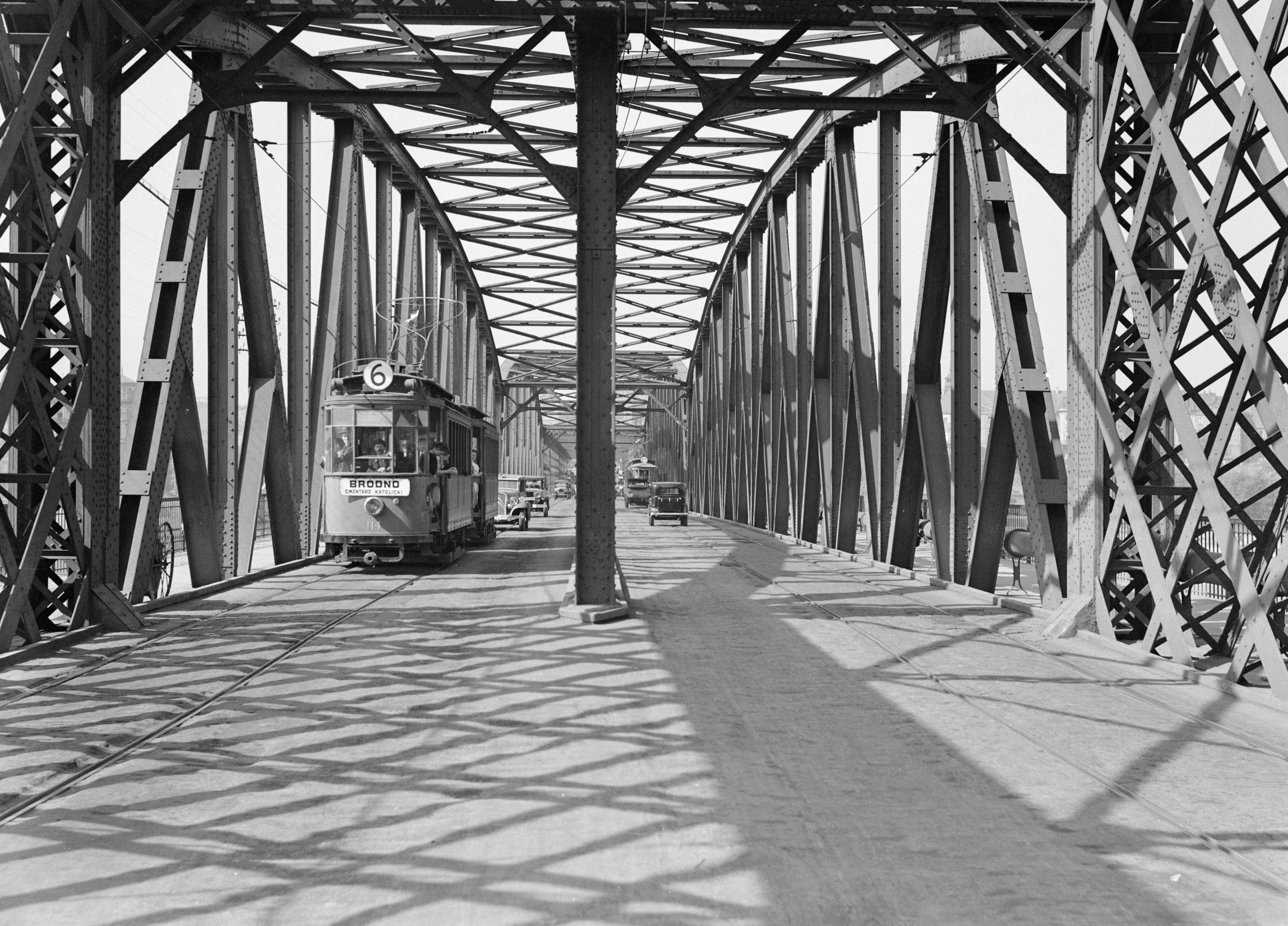
Jezdnia mostu, 1934
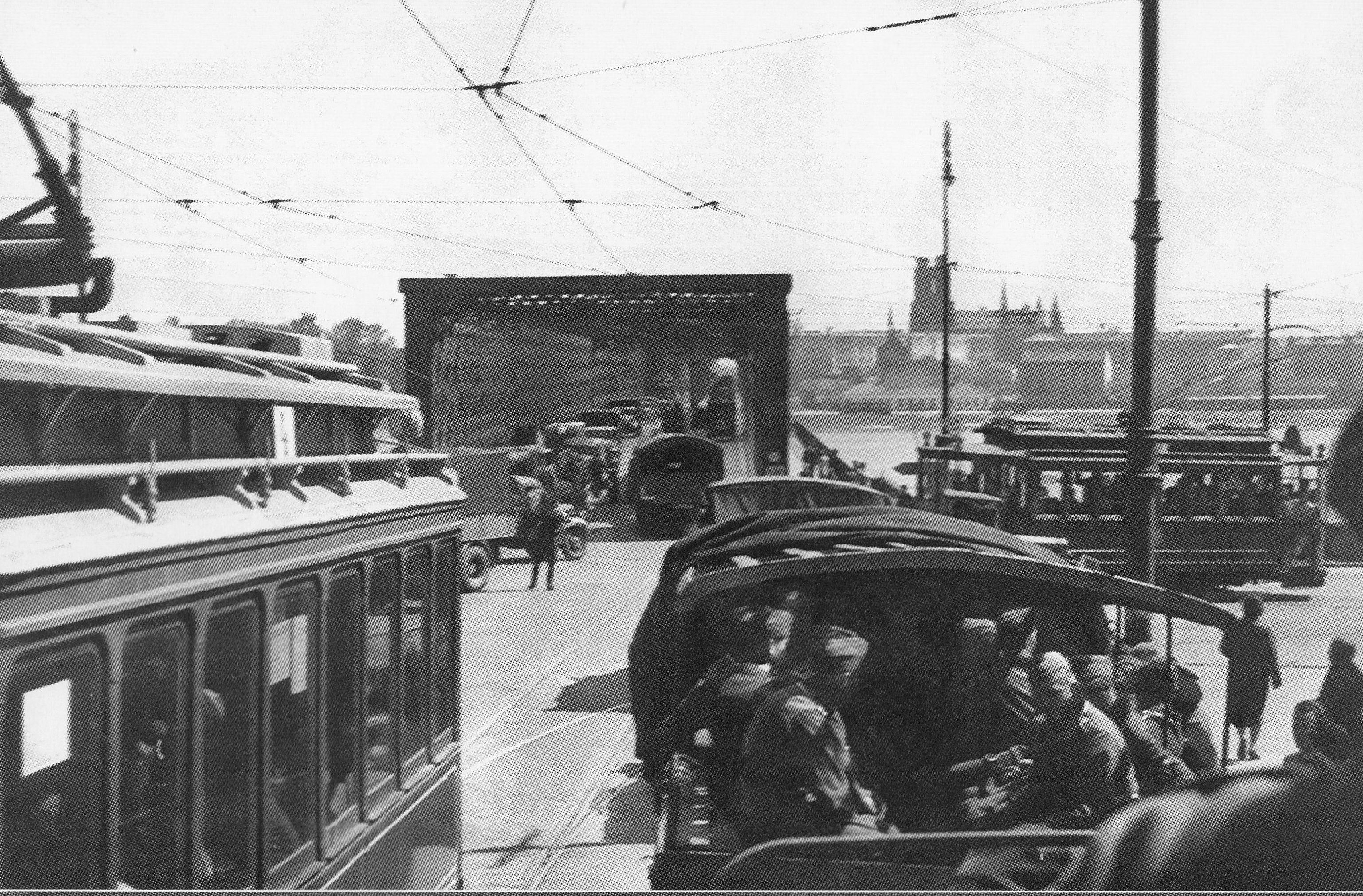
Wjazd na most od strony śródmieścia w okresie II wojny światowej
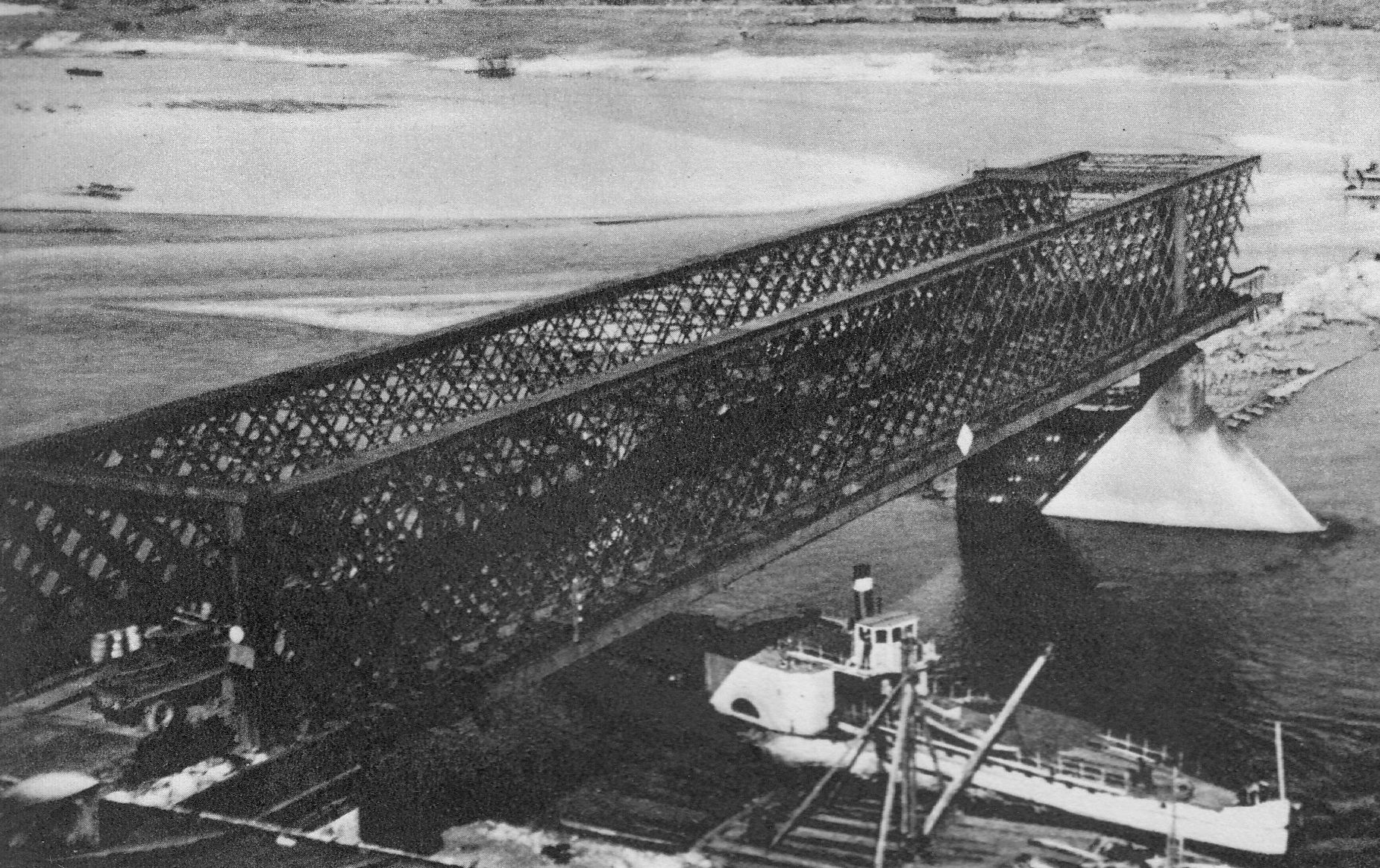
Relikty zniszczonego mostu przed rozbiórką, ok. 1946
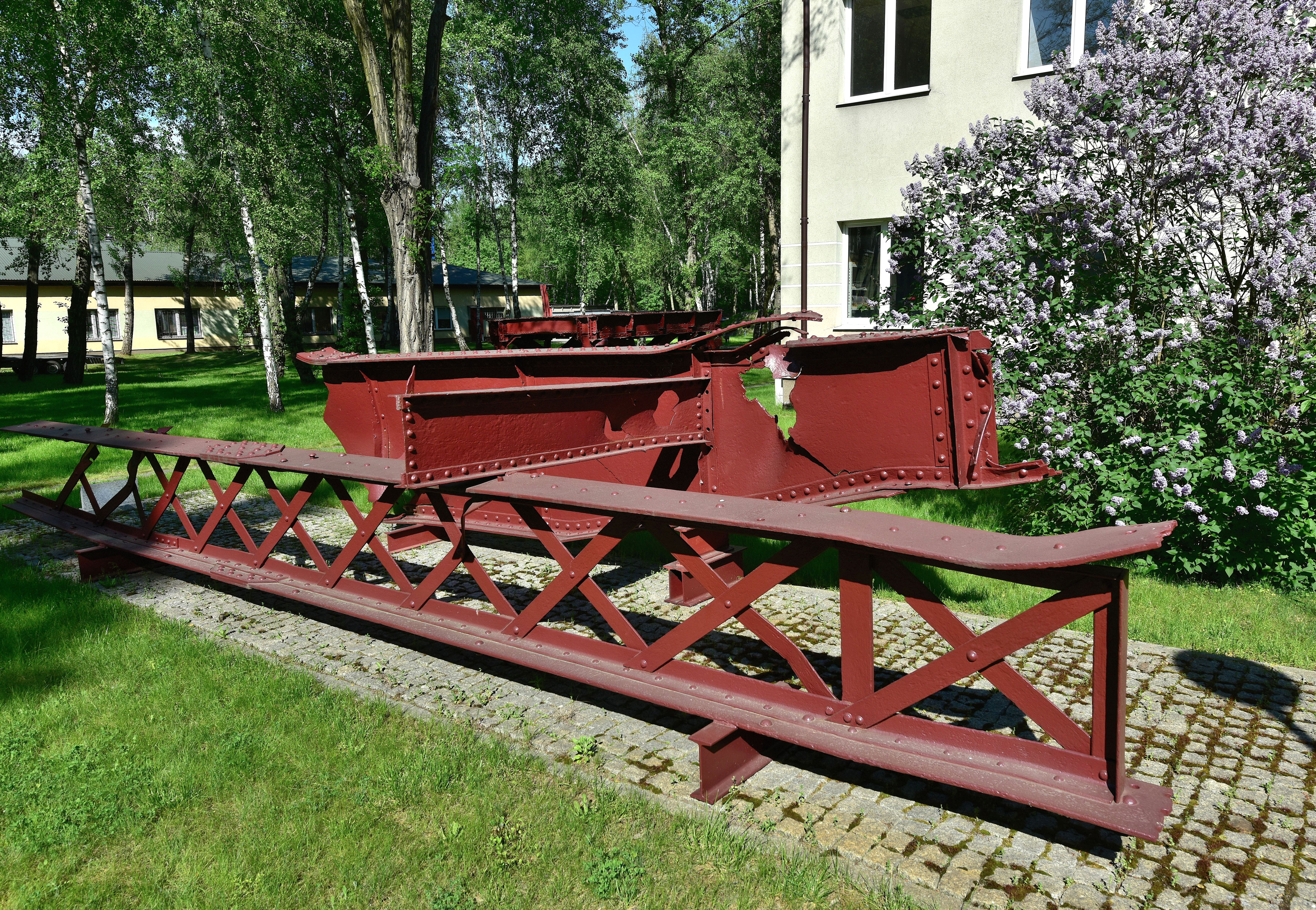
Wydobyte z dna Wisły fragmenty konstrukcji mostu eksponowane w Pontiseum na terenie Instytutu Badawczego Dróg i Mostów